# Liste spurlos verschwundener Menschen
Die Liste spurlos verschwundener Menschen enthält enzyklopädisch relevante Personen, die außerhalb von kriegerischen Ereignissen spurlos verschwunden sind, das heißt, bei denen bisher weder sterbliche Überreste noch sonstige Hinterlassenschaften aufgetaucht sind, die auf ihr Schicksal schließen lassen.

## Liste

### Bis 1800
| Jahr              | Person(en)                                             | Art des Verschwindens |
| ----------------- | ------------------------------------------------------ | --- |
| 29 v. Chr.        | Alexander Helios und Ptolemaios Philadelphos           | Das Schicksal der beiden Söhne von Kleopatra VII. und Marcus Antonius nach 29. v. Chr. ist unbekannt. |
| 95/96             | Vespasian der Jüngere und Domitian der Jüngere         | Das Schicksal der beiden Adoptivsöhne des römischen Kaisers Domitian nach 95/96 ist unbekannt. |
| 244               | Antonia Gordiana                                       | Das Schicksal der Mutter des römischen Kaisers Gordian III. nach 244 ist unbekannt. |
| 275               | Ulpia Severina                                         | Das Schicksal der Witwe des römischen Kaisers Aurelian nach 275 ist unbekannt. |
| 773 oder 774      | Gerperga mit ihrem Sohn Pippin und einem weiteren Kind | Nach dem Tod ihres Gatten Karlmann I. im Jahre 771 floh Gerperga mit ihren Kindern in das Langobardenreich. Jedoch verschwanden sie nach 773 oder 774 aus den Quellen, nachdem sie der Gefolgschaft Karls des Großen in die Hände gefallen waren. Historiker nehmen vielfach an, dass sie entweder umgebracht oder an einem unbekannten Ort gefangen gehalten wurden, um Karl die Alleinherrschaft zu sichern.      |
| 1021              | al-Hākim                                               | Während eines Ausritts verschwand der Kalif der Fatimiden und Imam der schiitischen Ismailiten in der Nähe von Helwan. Wenige Tage später wurden sein verletzter Esel und seine blutige Kleidung, die Spuren von Messerstichen aufwies, gefunden. |
| 1203              | Arthur I.                                              | Der designierte Erbe des englischen Throns verschwand im April 1203 während seiner Überführung als Gefangener nach Rouen. |
| 1463              | François Villon                                        | Der französische Dichter wurde am 8. Januar 1463 aus Paris verbannt, von diesem Zeitpunkt an ist nichts weiteres über sein Leben bekannt. |
| um 1483           | Prinzen im Tower                                       | Eduard V. von England und dessen Bruder Richard of Shrewsbury wurden zuletzt im Sommer 1483 im Tower gesehen. Danach verliert sich ihre Spur, und allgemein wird angenommen, dass sie ermordet wurden. |
| um 1498           | Giovanni Caboto                                        | Der italienische Seefahrer brach 1498 zu einer Seereise nach Westen auf, um auf diesem Weg Asien zu erreichen. Über das weitere Schicksal Cabotos und den Verlauf seiner Reise ist nichts bekannt. |
| 1501              | Gaspar Corte-Real                                      | Der portugiesische Seefahrer verschwand mitsamt seinem Schiff spurlos auf einer Seereise. Ein Jahr später verschwand auch sein Bruder Miguel Corte-Real, der sich auf die Suche nach ihm begeben hatte. |
| 1525              | Ottilie Müntzer                                        | Der Lebensweg der ehemaligen Nonne verliert sich kurz nach der Hinrichtung ihres Ehemannes Thomas Müntzer im Dunkeln. |
| 1526              | Francisco de Hoces                                     | Der spanische Seefahrer und mutmaßliche Entdecker der Drakestraße wird seit Mai 1526 im Pazifik vermisst. |
| 1546              | Francisco de Orellana                                  | Der spanische Forscher und Eroberer verschwand auf ungeklärte Weise im Amazonasgebiet. |
| 1694              | Philipp Christoph von Königsmarck                      | Der deutsch-schwedische Graf hatte ein Verhältnis mit der Gattin des Herzogs Georg Ludwig von Braunschweig-Lüneburg und verschwand am 11. Juli 1694 spurlos im Leineschloss, nach allgemeiner Ansicht durch Mord auf Befehl des Herzogs. Bei Knochenfunden im Schlossareal wurde seither oft ein Zusammenhang mit dem Grafen vermutet, so unter anderem noch 2016, doch bestätigte sich dies bisher in keinem Fall. |
| nach Oktober 1696 | Henry Every                                            | Der englische Pirat verschwand spurlos nach seiner Ankunft in Irland. |
| um 1788           | Aimée du Buc de Rivéry                                 | Die französische Adlige verschwand auf einer Schiffsreise von Frankreich zur Insel Martinique. Der Legende nach soll sie über Umwege Mätresse von Sultan Abdülhamid I. geworden sein. |
| 1792              | James Harrod                                           | Der Pionier der amerikanischen Besiedlung des US-Bundesstaats Kentucky ging 1792 auf eine längere Jagdtour in die Wildnis und wurde nie wieder gesehen. |

### 1801 bis 1900
| Jahr | Person(en)                             | Art des Verschwindens |
| ---- | -------------------------------------- | --- |
| 1803 | George Bass                            | Der englische Forscher stach am 5. Februar 1803 zu seiner letzten Expedition nach Peru in See. Was genau ihm dort widerfuhr, ist unbekannt. Gerüchte sprachen von einem Unfall auf hoher See bis hin zu einem Attentat von Spaniern.                                                                                         |
| 1809 | Benjamin Bathurst                      | Der englische Diplomat verschwand am 25. November 1809 in Perleberg und wurde nie wieder gesehen. |
| 1828 | William Morgan                         | Der amerikanische Handwerker hatte ein Enthüllungsbuch über die Freimaurer angekündigt und verschwand in der Nähe von Youngstown im Bundesstaat New York. Mehrere Personen wurden für die Beteiligung an einer Entführung verurteilt, sein Schicksal konnte jedoch nicht geklärt werden.                                     |
| 1829 | John Lansing                           | Der amerikanische Politiker verschwand am 12. Dezember 1829 auf mysteriöse Weise in New York City. Er verließ sein Hotel und wollte einen Brief aufgeben. Danach wurde er nicht wieder gesehen. |
| 1848 | Chatschatur Abowjan                    | Der armenische Schriftsteller verschwand unter mysteriösen Umständen am 2. April 1848 in Jerewan, Armenien. |
| 1848 | Ludwig Leichhardt                      | Der deutsche Entdecker verschwand mit seiner Expedition im australischen Outback. |
| 1857 | Solomon Northup                        | Der afroamerikanische Sklave wurde bekannt als Verfasser des Buches Twelve Years a Slave. Sein Schicksal nach 1857 liegt weitestgehend im Dunkeln, weder sein Aufenthaltsort, noch seine Lebens- oder Todesumstände oder -ursache sind bekannt.                                                                              |
| 1861 | Johann Heinrich Fischer                | Der Anführer des Freiämtersturms von 1830 verließ seinen Wohnort ohne Angabe eines Reiseziels und wurde nie mehr gesehen. |
| 1886 | Adolf Lüderitz                         | Bestieg am 23. Oktober 1886 zusammen mit einem Gefährten ein Faltboot zur Erkundung der Oranje-Mündung und ist seither spurlos verschwunden. |
| 1890 | Johann Salvator von Österreich-Toskana | Der ehemalige österreichische Erzherzog, der auf seine Titel verzichtet und den Namen Johann Orth angenommen hatte, verschwand auf einer Reise von London nach Südamerika. Es wird angenommen, dass sein Schiff bei heftigen Stürmen nahe Kap Hoorn unterging.                                                               |
| 1890 | Louis Le Prince                        | Der französische Chemiker, Erfinder und Filmpionier wollte von Bourges nach Dijon reisen, um dort seinen Bruder zu besuchen. Laut diesem soll Le Prince am 16. September einen Zug nach Paris bestiegen haben. Er kam dort aber nie an und blieb trotz intensiver Suche seiner Familie und der Polizei spurlos verschwunden. |
| 1892 | Hermann Fol                            | Der Schweizer Zoologe legte am 13. März 1892 mit seiner Yacht in Bénodet (Bretagne) ab. Man hat danach nie wieder etwas von ihm bzw. seiner aus zwei Männern bestehenden Besatzung gehört. |
| 1896 | Albert Jennings Fountain               | Der amerikanische Politiker und sein Sohn, der ihn begleitete, verschwanden am 1. Februar 1896 auf dem Heimweg von einer Gerichtsverhandlung in Lincoln nach Mesilla im heutigen Bundesstaat New Mexico. |

### 1901 bis 2000
| Jahr             | Person(en)                                                              | Art des Verschwindens |
| ---------------- | ----------------------------------------------------------------------- | --- |
| 1907             | Walther von Knebel                                                      | Der deutsche Geologe verschwand am 10. Juli 1907 mit seinem Begleiter, dem Maler Max Rudloff, bei der Untersuchung des Kratersees Öskjuvatn im Hochland von Island. |
| 1909             | Joshua Slocum                                                           | Der kanadisch-amerikanische Seefahrer verschwand mit seinem Boot auf einer Expedition nach Südamerika. |
| 1912             | Herbert Schröder-Stranz                                                 | Der deutsche Polarforscher verschwand auf der Deutschen Arktischen Expedition zusammen mit sechs weiteren Expeditionsteilnehmern auf Spitzbergen. |
| 1912             | Bobby Dunbar                                                            | Der vierjährige US-Amerikaner ging seinen Eltern am 23. August 1912 am Swayze Lake in Louisiana verloren. Ein mehrere Monate später von der Polizei in Mississippi gefundener etwa gleichaltriger Junge, der als der Vermisste erkannt und den Eltern von Bobby Dunbar schließlich juristisch zugesprochen wurde, erwies sich erst viele Jahrzehnte später nach einer DNA-Untersuchung als nicht identisch mit Bobby Dunbar. |
| 1913/14          | Ambrose Bierce                                                          | Die Spur des amerikanischen Schriftstellers und Journalisten verlor sich um die Jahreswende in den Wirren des Mexikanischen Bürgerkriegs, im Gefolge des Revolutionärs Pancho Villa. |
| nach Sommer 1914 | Dachsenfranz                                                            | Der als Fallensteller und Schädlingsbekämpfer im deutschen Kraichgau lebende Italiener Franzesko Regali, besser bekannt als „Dachsenfranz“, verschwand nach dem Ausbruch des Ersten Weltkriegs aus seinem Lebensumfeld. |
| 1916             | Béla Kiss                                                               | Der ungarische Serienmörder verschwand spurlos, wohl um seiner Verhaftung zu entgehen. |
| 1916             | Aeneas Mackintosh                                                       | Als Leiter der Ross Sea Party brach Mackintosh zusammen mit Viktor Hayward am 8. Mai 1916 zu Fuß auf, um Hilfe für die gestrandeten Expeditionsmitglieder zu holen. Seither ist ihr Verbleib ungeklärt. |
| 1916             | Frederick Mors                                                          | Der Verbleib des österreichischen Serienmörders gilt seit seiner Flucht aus einem Krankenhaus in Poughkeepsie als ungeklärt. |
| 1918             | Arthur Cravan                                                           | Der britische Dichter und Amateurboxer verschwand spurlos in Mexiko. |
| 1922             | Martin Dibobe                                                           | Der aus Kamerun stammende, in Deutschland lebende Zugführer wollte 1922 in sein Heimatland reisen. Nachdem ihm dort die Einreise verwehrt worden war, reiste er zu seinem Cousin nach Monrovia, Liberia. Dort verliert sich seine Spur. |
| 1924             | Andrew Irvine                                                           | Irvine kam höchstwahrscheinlich bei der Besteigung des Mount Everest ums Leben. Die Leiche wurde bisher nicht gefunden. Es ist unbekannt, ob er und George Mallory den Gipfel erreichten. |
| 1925             | Percy Fawcett                                                           | Der britische Archäologe und Forscher verschwand im brasilianischen Urwald. |
| 1927             | Charles Nungesser                                                       | Der französische Flugpionier verschwand auf einem Atlantikflug von Paris nach New York City. |
| 1928             | Roald Amundsen                                                          | Der norwegische Polarforscher verschwand mit seinem Flugzeug in der Arktis. |
| 1928             | Franz Romer                                                             | Verschwand bei dem Versuch, als Erster mit einem Faltboot den Atlantik zu überqueren. |
| 1930             | Rasmus Villumsen                                                        | Grönländischer Forscher und letzter Begleiter des Arktisforschers Alfred Wegener. |
| 1933             | Julien Torma                                                            | Möglicherweise ein französischer Schriftsteller aus dem Dadaismus-Segment, der im Februar 1933 in Österreich zu einer Alpenwanderung aufbrach und spurlos verschwand. Ein alternativer Erklärungsansatz sieht „Jean Torma“ als bloßes Pseudonym eines oder mehrerer anderer Schriftsteller an und geht von einer fiktiven Biografie und damit auch von einem fiktiven Verschwinden aus. |
| 1934             | Wallace Fard Muhammad                                                   | Begründer der Nation of Islam, lebte und wirkte bis 30. Juni 1934 in Detroit. |
| 1934             | Baronin Eloise Wagner de Bousquet, Robert Philippson und José Pasominos | Auf der Gálapagos-Insel Floreana kam es 1934 unter einer Gruppe vorwiegend deutscher Auswanderer zu einer Reihe von seltsamen Todesfällen, Morden und spurlosem Verschwinden mehrerer Personen. Die Fälle wurden allesamt nie aufgeklärt. |
| 1937             | Amelia Earhart                                                          | Die amerikanische Flugpionierin und Frauenrechtlerin verschwand mit ihrem Flugzeug über dem Pazifik. |
| 1938             | Ettore Majorana                                                         | Der italienische Physiker verschwand auf einer Schiffsreise von Neapel nach Palermo. |
| 1941             | Thomas C. Latimore                                                      | Der amerikanische Marineoffizier und vormalige Gouverneur von Amerikanisch-Samoa verschwand im Sommer 1941 auf mysteriöse Weise auf Hawaii. |
| 1941             | Fania Lewando                                                           | Die polnische Jüdin floh aus Vilnius vor den deutschen Besatzern, wurde von sowjetischen Soldaten festgenommen und verschwand daraufhin spurlos. |
| 1942             | Herschel Grynszpan                                                      | Der Attentäter von Ernst Eduard vom Rath wurde am 26. September 1942 ins Zuchthaus Magdeburg verbracht, sein weiteres Schicksal ist unbekannt. |
| 1943             | Liane von Gentzkow                                                      | Von der als Autorin völkischer Romane bekanntgewordenen Schriftstellerin fehlt seit 1943 jede Spur. |
| 1944             | Robert Barth                                                            | Der deutsche Schriftsetzer, RGO-Aktivist und antifaschistische Widerstandskämpfer wurde im August 1942 in Berlin verhaftet und anschließend im KZ Ravensbrück interniert, sein Schicksal seit dem September 1944 ist ungeklärt. |
| 1944             | Glenn Miller                                                            | Der amerikanische Musiker, Komponist und Leiter einer Army Band verschwand im Dezember 1944 bei einem Flug über den Ärmelkanal. |
| 1945             | James Roy Andersen                                                      | Der Brigadegeneral der United States Army Air Forces startete als Passagier zusammen mit neun anderen Personen am Abend des 26. Februar 1945 ein Flug von Guam nach Hawaii. Dort kam die Maschine nie an. Ein Jahr später wurde James Roy Andersen für tot erklärt und sein Status von Missing in Action (MIA) in Killed in Action (KIA) geändert. Die Umstände des Verschwindens der Maschine wurden nie geklärt (Absturz oder Abschuss wären denkbar)                                                                                               |
| 1945             | Heinrich Müller                                                         | Adolf Hitlers Gestapo-Chef gilt seit Mai 1945 als verschollen. |
| 1945             | Constanze Manziarly                                                     | Adolf Hitlers Diätassistentin wurde zuletzt am 2. Mai 1945 in Gegenwart von sowjetischen Soldaten gesehen. Ihr weiteres Schicksal ist unbekannt. |
| 1945             | Henrik Nádler                                                           | Der ungarische Fußballspieler wurde möglicherweise Anfang 1945 vom Zwangsarbeitslager Ohrdruf in das KZ Bergen-Belsen deportiert, jedoch ist sein genauer Verbleib unbekannt. |
| 1945             | Alfred von Vollard-Bockelberg                                           | Der seit 1940 im Ruhestand befindliche General wurde im Juli von sowjetischem Militär verhaftet und ist seither verschollen. 1953 wurde er für tot erklärt. |
| 1945             | Heinrich XLV. Prinz Reuß jüngerer Linie                                 | Das Oberhaupt des thüringischen Adelsgeschlechts Reuß wurde im August von sowjetischem Militär verhaftet und wird seither vermisst. Es wird vermutet, dass er im Speziallager Nr. 2 Buchenwald ums Leben kam. |
| 1945             | Alfred Partikel                                                         | Der deutsche Landschaftsmaler verschwand am 20. Oktober beim Pilzesuchen bei Ahrenshoop. |
| 1947             | Raoul Wallenberg                                                        | Der als Retter ungarischer Juden während des Holocausts bekanntgewordene schwedische Diplomat wurde 1945 nach Moskau verschleppt und inhaftiert. Sein Schicksal nach 1947 liegt im Dunklen. |
| 1948             | Arthur Coningham                                                        | Der Offizier der Royal Air Force bestieg am 28. Januar 1948 in Lissabon eine Avro-Tudor-Maschine der British South American Airways auf einer Geschäftsreise nach Südamerika. Am 30. Januar verschwand die Maschine in der Nähe der Bermuda-Inseln, der Unfall ist bis heute nicht aufgeklärt. |
| 1950             | Raymond Maufrais                                                        | Der französische Abenteurer (* 1926) brach ohne ausreichende Ausrüstung, Vorbereitung und Finanzierung allein zu einer Expedition in den Dschungel Französisch-Guyanas auf, um unentdeckte indigene Völker zu finden. Im Januar 1950 soll er, entkräftet und krank, in der Hoffnung, von der Strömung zu einer menschlichen Siedlung gespült zu werden, in einen Fluss gesprungen sein. Danach gibt es kein Lebenszeichen mehr. Sein Vater Edgar Maufrais suchte 12 Jahre lang in Französisch-Guyana und in Brasilien nach ihm, fand aber keine Spur. |
| 1956             | Lionel Crabb                                                            | Der britische Kampftaucher verschwand am 19. April während eines Tauchganges im Hafenbecken von Portsmouth. Der Fall erregte durch seine Umstände internationale Aufmerksamkeit. |
| 1957             | Maurice Audin                                                           | Der Mathematiker und kommunistische Aktivist gegen die französische Kolonialregierung in Algerien wurde am 11. Juni 1957 festgenommen, im Gefängnis El Biar gefoltert und ermordet. Der verantwortliche Offizier behauptete, er sei geflohen und daraufhin nicht mehr auffindbar gewesen. |
| 1957             | Bob Lymburne                                                            | Der kanadische Skispringer verschwand während einer Wanderung. |
| 1959             | Camilo Cienfuegos                                                       | Der kubanische Revolutionär kam bei einem Flugunfall ums Leben. Seine Maschine verschwand am 28. Oktober 1959 auf einem Inlandsflug von Camagüey nach Havanna spurlos über dem Atlantik. Ob es sich um einen Unfall oder um ein Attentat handelte, ist bis heute ungeklärt. |
| 1961             | Michael Rockefeller                                                     | Der Sohn von Nelson Rockefeller verschwand während einer Expedition in die Asmat-Region im Südwesten Neuguineas. |
| 1961             | David Kenyon Webster                                                    | Der amerikanische Schriftsteller, Journalist und Soldat fuhr am 9. September 1961 vor die Küste von Santa Monica (Kalifornien) und verschwand. |
| 1965             | Mehdi Ben Barka                                                         | Der marokkanische Oppositionspolitiker verschwand am 29. Oktober 1965 in Paris. Vermutlich wurde er vom Geheimdienst verschleppt und ermordet; die genauen Umstände wurden jedoch nie geklärt und die Täter nie ermittelt. |
| 1967             | Jim Thompson                                                            | Der amerikanische Unternehmer und frühere Geheimdienstmitarbeiter verschwand spurlos in Malaysia. |
| 1967             | Harold Holt                                                             | Der damals amtierende Premierminister Australiens verschwand spurlos beim Baden an einem Strand in der Nähe von Melbourne. |
| 1970             | Sean Flynn                                                              | Der amerikanische Fotograf und Schauspieler, Sohn von Errol Flynn, geriet während des Krieges in Kambodscha in die Hände des Vietcong und gilt seither als verschollen. |
| 1972             | Ingeborg Barz                                                           | Die RAF-Terroristin gilt seit 1972 als verschollen. Es gibt widersprüchliche Aussagen, die von einer Ermordung, einem natürlichen Tod oder einer Flucht ins Ausland ausgehen. |
| 1972             | Hale Boggs und Nick Begich                                              | Die amerikanischen Kongressabgeordneten verschwanden bei einem Flug über Alaska. Weder von ihnen noch von dem Flugzeug tauchte jemals eine Spur auf. Unter den Vermissten sind auch der Pilot der Maschine und zwei Wahlkampfhelfer. |
| 1974             | Oscar Zeta Acosta                                                       | Der US-amerikanische Politiker, Schriftsteller und Aktivist der Chicano-Bürgerrechtsbewegung verschwand bei einer Reise in Mexiko. Laut seinem Sohn geriet er wahrscheinlich in einen Kampf und wurde dabei getötet. |
| 1974             | John Bingham, 7. Earl of Lucan                                          | Der britische Adlige verschwand nach einem ihm angelasteten Mord an einem Kindermädchen, wofür er 1975 in Abwesenheit verurteilt wurde. 1999 erklärte man ihn für tot. |
| 1974             | Connie Converse                                                         | Die US-amerikanische Musikerin und Autorin verschwand freiwillig. Vorher hatte sie in Briefen an Familienangehörige und Freunde erklärt, dass sie ihr altes Leben hinter sich lassen wolle. |
| 1974             | Guðmundur Einarsson und Geirfinnur Einarsson                            | Das ungeklärte Verschwinden dieser beiden Männer und die juristischen Auseinandersetzungen darüber gelten als spektakulärster Kriminalfall und Justizskandal Islands. |
| 1975             | Bas Jan Ader                                                            | Der niederländische Performance-Künstler verschwand im Juli 1975 mit seinem Segelboot Ocean Wave beim Versuch einer künstlerisch motivierten Atlantiküberquerung. Sein Boot wurde etwa 10 Monate später an der irischen Küste angeschwemmt, er selbst oder Hinweise auf sein Schicksal wurden jedoch nie gefunden. |
| 1975             | Jimmy Hoffa                                                             | Der amerikanische Gewerkschaftsführer, der auch Kontakte zur Mafia unterhielt, verschwand am 30. Juli spurlos. |
| 1975             | Mick Burke                                                              | Der britische Bergsteiger verschwand bei einem Solo-Besteigungsversuch in unmittelbarer Gipfelnähe des Mt. Everest. Ein geschwächter Kollege erwartete ihn 100 Meter unter dem Gipfel zurück. Es wird vermutet, dass Burke in die unzugängliche Kangshung-Wand abstürzte. Es ist unbekannt, ob er zuvor den Gipfel erreichte. |
| 1978             | Eddie Aikau                                                             | Der hawaiische Lifeguard und Surfer gilt seit dem 17. März als verschollen auf See. Er war Crewmitglied des Forschungsschiffs Hōkūleʻa, das an jenem Tag kenterte. Aikau versuchte, Hilfe zu holen, und paddelte ohne Rettungsweste mit seinem Surfbrett Richtung Lānaʻi. Er wurde nie wieder gesehen. Der Rest der Crew wurde gerettet. |
| 1978             | Musa as-Sadr                                                            | Der libanesische Philosoph und Schiitenführer verschwand im August 1978 in Libyen. Er wurde wahrscheinlich Opfer des Regimes von Muammar al-Gaddafi und durch dieses ermordet. |
| 1978             | Doina Bumbea                                                            | Die aus Rumänien stammende Künstlerin lebte seit etwa 1970 in Italien. Dort wurde sie zuletzt im Oktober 1978 gesehen. Angeblich hatte sie eine Einladung erhalten, ihre Arbeiten in Ostasien auszustellen. Danach verliert sich ihre Spur. Es wird vielfach vermutet, dass sie nach Nordkorea entführt und dort zwangsweise mit einem desertierten US-Soldaten verheiratet wurde. Zweifelsfreie Belege dafür gibt es nicht. Einige Quellen halten es für möglich, dass sie 1997 in Nordkorea starb.                                                  |
| 1979             | Roy Chung                                                               | Chung war ein Soldat der United States Army mit südkoreanischer Staatsangehörigkeit, der bei Bayreuth stationiert war und dort im Juni 1979 verschwand. Es gibt Hinweise darauf, dass er sich danach in Nordkorea aufhielt. Ob Chung desertierte oder entführt wurde, ist unklar. |
| 1979             | Agamemnon Despopoulos                                                   | Der US-amerikanische Physiologe stach am 2. November in Bizerta (Tunesien) auf seiner Segelyacht Cybele in See, um zusammen mit seiner Frau Sarah Jones-Despopoulos den Atlantik zu überqueren. Das Ehepaar gilt seitdem als vermisst. |
| 1980             | Alaíde Foppa                                                            | Die guatemaltekische Dichterin und Regimekritikerin kehrte aus dem Exil in Mexiko in ihr Heimatland Guatemala zurück, um ihre Mutter zu besuchen. Am Tag vor ihrer Heimreise verschwand sie spurlos. Als am wahrscheinlichsten gilt es, dass sie vom guatemaltekischen Militärgeheimdienst verschleppt und ermordet wurde. |
| 1981             | Udo Albrecht                                                            | Der in Westdeutschland gesuchte Rechtsextremist erhielt vom Ministerium für Staatssicherheit eine neue Identität und reiste in den Nahen Osten aus, seitdem fehlt von Albrecht nach offiziellen Angaben jede Spur. |
| 1982             | Johnny Gosch                                                            | Der 12-jährige Junge verschwand am 5. September 1982 im Vorort West Des Moines beim morgendlichen Zeitungsaustragen spurlos. Seine Mutter, Noreen Gosch, berichtete später, Johnny habe sie 1997 als erwachsender Mann zusammen mit einem weiteren Mann mit unbekannter Identität besucht. |
| 1982             | Joe Tasker                                                              | Der britische Bergsteiger versuchte zusammen mit Peter Boardman einen Anstieg auf der extrem gefährlichen und selten begangenen Route der Three Pinnacles auf den Mt. Everest. Boardmans Leiche fand man Jahre später beim zweiten Pinnacle auf einer Höhe von 8100 Metern, Joe Tasker hingegen blieb verschwunden. Es wird vermutet, dass er ins östliche Kangshung-Tal abstürzte. |
| 1983             | Mirella Gregori                                                         | Die Tochter einer Barbesitzerin verschwand spurlos in Rom, nachdem sie das Haus auf dem Weg zu einem Treffen mit einem Schulfreund verlassen hatte. |
| 1983             | Emanuela Orlandi                                                        | Die Tochter eines päpstlichen Dieners verschwand 40 Tage nach Mirella Gregori spurlos in Rom. Die Ermittlungen wurden 2012 wieder aufgenommen und 2015 zwar wegen Erfolglosigkeit eingestellt, 2019 aber erneut aufgenommen. |
| 1985             | Wladimir Walentinowitsch Alexandrow                                     | Der sowjetische Physiker und Klimatologe verschwand im März 1985 in Córdoba, nachdem er in Madrid einen Vortrag über den nuklearen Winter gehalten hatte. Möglicherweise wurde er vom sowjetischen Geheimdienst entführt und ermordet. |
| 1985             | Sarah Oberson                                                           | Das fünfjährige Schweizer Mädchen verschwand im September 1985 in Saxon VS auf dem Weg zu ihrer Großmutter. Nur ihr Fahrrad wurde gefunden. |
| 1986             | Ingrid Superstar                                                        | Die US-amerikanische Schauspielerin und ein Andy-Warhol-„Superstar“ verschwand im Dezember 1986 spurlos aus ihrer Wohnung in Kingston, New York City. |
| 1986             | Madame Max Adolphe                                                      | Die haitianische Politikerin war die sogenannte „rechte Hand“ des Diktators François Duvalier; in dieser Funktion leitete sie zeitweise das Foltergefängnis Fort Dimanche. Wenige Tage nach dem Sturz von Jean-Claude Duvalier, der seinem Vater im Amt nachgefolgt war, verließ sie Haiti im Februar 1986 mit unbekanntem Ziel. Seitdem fehlt von ihr jede Spur. |
| 1990             | Alain Kan                                                               | Der drogenabhängige französische Yéyé-, Glam-Rock- und Punk-Sänger Alain Kan wurde zuletzt am 14. April 1990 in einer Pariser Metrostation gesehen; seitdem fehlt jede Spur von ihm. Kan wurde 2000 für tot erklärt. |
| 1991             | Otto-Erich Simon                                                        | Der deutsche Multimillionär, der zurückgezogen in der Düsseldorfer Königsallee wohnte, wurde zuletzt am 12. Juli 1991 gesehen, danach verliert sich seine Spur. Zeitweise stand der Käufer von Simons Immobilien unter Tatverdacht, wurde jedoch nie verurteilt. |
| 1992             | Wanda Rutkiewicz                                                        | Die polnische Bergsteigerin bestieg im Mai 1992 den Kangchendzönga, konnte verletzungsbedingt jedoch nicht zusammen mit ihrem Kletterpartner auf den Gipfel steigen. Sie blieb unterhalb des Gipfels, wo sie ihr Biwak aufschlug, um die Besteigung allein zu vollenden. Ihr Kletterpartner begegnete ihr am 12. Mai ein letztes Mal, als er den Berg wieder hinabstieg. |
| 1993             | Manuel Schadwald                                                        | Der 12-jährige Junge verschwand am 24. Juli 1993 auf dem Weg zum Freizeit- und Erholungszentrum Wuhlheide (FEZ) in Berlin-Köpenick. Polizeiermittlungen blieben ohne Ergebnis. Laut späteren Presseberichten soll Schadwald auf einer niederländischen Yacht missbraucht und zu Tode gekommen sein, wonach der Fall aufgrund der Verwicklung hochrangiger Kreise vertuscht worden sein soll. |
| 1994             | Ylenia Carrisi                                                          | Der italienische TV-Star, Tochter von Al Bano und Romina Power, verschwand in New Orleans. |
| 1995             | Richey James Edwards                                                    | Von dem walisischen Musiker, bekannt als Gitarrist der Manic Street Preachers, gab es keine bestätigten Sichtungen mehr, seit er am 1. Februar in London aus einem Hotel auscheckte. Sein Auto wurde einige Tage später nahe der Severn-Brücke gefunden, die häufig für Suizide genutzt wird. Sein weiteres Schicksal bleibt ungeklärt. Er wurde im November 2008 für tot erklärt. |
| 1995             | Larry Hillblom                                                          | Der amerikanische Mitbegründer des Logistikkonzerns DHL starb vermutlich am 21. Mai bei einem Flugzeugabsturz mit einem Wasserflugzeug vor der Marianeninsel Saipan; im Unterschied zu den beiden anderen Insassen des Flugzeugs wurde sein Leichnam aber nie gefunden. |
| 1999             | Jury Sacharanka                                                         | Der belarussische Oppositionspolitiker verschwand spurlos. |
| 1999             | Wiktar Hantschar                                                        | Der belarussische Oppositionspolitiker wurde in Minsk entführt und gilt seitdem als vermisst. |
| 2000             | Bruno Manser                                                            | Der Schweizer Ethnologe und Umweltaktivist hielt sich im malaysischen Bundesstaat Sarawak auf und gilt seitdem als vermisst. Er wurde 2005 amtlich als verschollen erklärt. |
| 2000             | Dmitri Sawadski                                                         | Der belarussische Journalist verschwand in Minsk spurlos. |

### 2001 bis heute
| Jahr | Person(en)                                    | Art des Verschwindens |
| ---- | --------------------------------------------- | --- |
| 2002 | Bison Dele                                    | Der US-Basketballspieler verschwand im Juli 2002 mit zwei weiteren Personen unter mysteriösen Umständen von seiner Yacht im Pazifik. |
| 2002 | Marco Siffredi                                | Der 23-jährige Franzose, der durch die erste Snowboard-Abfahrt vom Gipfel des Mount Everest bekannt geworden war, verschwand ein Jahr später beim Versuch einer neuen Route auf der Nordseite ebenjenes Berges. Ob er von einer Lawine erfasst wurde oder in den Bergschrund stürzte, konnte nicht geklärt werden. Seine Leiche wurde bisher nicht gefunden. |
| 2003 | Ben Charles Padilla                           | Der Flugzeugmechaniker verschwand als einziger bekannter Insasse gemeinsam mit einem gestohlenen Boeing-727-Passagierflugzeug, das plötzlich überraschend und ohne Startfreigabe am Flughafen Luanda abhob und seitdem nicht mehr gesehen wurde. |
| 2004 | Maura Murray                                  | Die 21-jährige US-Amerikanerin verursachte am Abend des 9. Februar 2004 in Woodsville, New Hampshire einen Autounfall mit einem Baum und verschwand kurz darauf von der Unfallstelle. Seitdem gibt es von ihr kein Lebenszeichen. |
| 2006 | Joe Pichler                                   | Der amerikanische Schauspieler verschwand am 5. Januar und wird seither vermisst. |
| 2006 | Walentyna Kowpan                              | Die ehemalige sowjetische Silbermedaillensiegerin bei den Olympischen Sommerspielen 1976 verschwand spurlos am 12. Mai 2006. Die Polizei geht von einer missglückten Entführung aus. |
| 2006 | Jean-Christophe Lafaille                      | Der französische Höhenbergsteiger verschwand am 26. Januar beim Versuch einer Solo-Winterbesteigung des Makalu. |
| 2007 | Jim Gray                                      | Der Informatiker verschwand im Januar mitsamt seinem Boot in der Nähe von San Francisco im Pazifischen Ozean. |
| 2007 | Andrew McAuley                                | Der Australier verschwand beim Versuch, als erster Mensch mit einem Seekajak von Tasmanien nach Neuseeland zu paddeln. Am 9. Februar sendete er einen Notruf, dass sein Boot gekentert sei. Es konnte von der Seenotrettung gefunden werden. |
| 2007 | Madeleine McCann                              | Das dreijährige britische Mädchen verschwand am 3. Mai 2007 aus einer Ferienwohnung im portugiesischen Praia da Luz und wird seitdem vermisst. Die portugiesische Polizei stellte die Ermittlungen nach 14 Monaten ein, nahm sie fünf Jahre später jedoch wieder auf. Die britische Polizei eröffnete 2011 eigene Ermittlungen. Bis heute konnte keine konkrete Spur gefunden werden. |
| 2007 | Aeryn Gillern                                 | Der UNIDO-Mitarbeiter wird seit dem 29. Oktober 2007 vermisst. Er war zuletzt abends in der Kaiserbründl-Sauna gesehen worden. Angeblich war er nackt aus der Sauna gerannt. |
| 2010 | Georg Siegel                                  | Der deutsche Schachspieler wurde zuletzt in Freiburg i. Br. fahrradfahrend während eines Hochwassers der Dreisam gesehen. |
| 2011 | Daniel Lind Lagerlöf                          | Der schwedische Regisseur verschwand bei stürmischem Wind an der schwedischen Skagerrak-Küste spurlos, als er im Tjurpannan-Naturreservat (nahe Tanumshede, Bohuslän) Dreharbeiten zum Kriminalroman Strandritter von Camilla Läckberg vorbereiten wollte. |
| 2012 | Wadim Michailowitsch Pappé                    | Der russische Kunsthistoriker wurde nicht mehr gesehen, seitdem er am 28. Juni 2012 seinen Arbeitsplatz in Moskau verließ. |
| 2013 | Gregorios Johanna Ibrahim und Bulos Jasidschi | Der syrisch-orthodoxe und der griechisch-orthodoxe Erzbischof von Aleppo wurden entweder von Islamisten oder von Schergen des Assad-Regimes entführt. |
| 2013 | Evi Nemeth                                    | Die amerikanische Mathematikerin und Computerwissenschaftlerin verschwand im Juli 2013, als sie mit dem historischen Schoner The Niña mit weiteren Personen die Tasmansee zwischen Australien und Neuseeland überqueren wollte. Das Schiff geriet am 4. Juli in einem Sturm; eine Suche der Küstenwache blieb erfolglos. |
| 2014 | Lars Mittank                                  | Der damals 28-jährige Deutsche machte Urlaub in Bulgarien, wo er zuletzt am 8. Juli am Flughafen Warna gesehen wurde. Er verließ den Flughafen ohne Gepäck und Papiere in Panik und floh über einen Zaun in ein nahegelegenes Feld. Seitdem fehlt von ihm jede Spur. |
| 2016 | Tracy Splinter                                | Die deutsch-südafrikanische Spoken-Word-Autorin wird seit 2016 vermisst. Sie wurde zuletzt im schweizerischen Vals GR gesehen. |
| 2017 | Ruja Ignatova                                 | Von der wegen Betrugs in Milliardenhöhe international gesuchten deutsch-bulgarischen „Krypto-Königin“ fehlt jede Spur. Zuletzt wurde sie am 25. Oktober 2017 auf dem Flughafen Athen-Eleftherios Venizelos gesehen. |
| 2018 | Karl-Erivan Haub                              | Der deutsche Unternehmer und Chef der Tengelmann-Gruppe verschwand am 7. April bei einer Solo-Skitour am Matterhorn. Im Oktober 2018 wurde die Suche wegen fehlender Erfolgsaussichten eingestellt. Im Mai 2021 wurde Haub gerichtlich für tot erklärt. |
| 2018 | Daniel Küblböck                               | Der Sänger wurde im März 2021 vom Amtsgericht Passau für tot erklärt. Als Todestag wurde der 9. September 2018 angegeben. An dem Tag sprang er von der Reling eines Kreuzfahrtschiffes, das sich zu diesem Zeitpunkt in der Labradorsee aufgehalten hat. |
| 2018 | Surachai Danwattananusorn                     | Der thailändische politische Aktivist verschwand im Dezember 2018 in Laos. Vermutlich wurde er von der thailändischen Militär-Junta verschleppt und ermordet. |
| 2019 | Rebecca Reusch                                | Die damals 15-Jährige aus Berlin schlief in der Nacht auf den 18. Februar 2019 im Haus ihrer Schwester Jessica und deren Mann Florian R. – seitdem gibt es von ihr kein Lebenszeichen. Die Polizei glaubt, dass Rebecca das Haus in Berlin-Britz nicht lebend verlassen hat. |
| 2019 | Zoe McLellan                                  | Die Schauspielerin verschwand mit ihrem minderjährigen Sohn Sebastian im April 2019 inmitten eines strittigen Sorgerechtsstreits mit ihrem Ex-Mann Jean-Pierre Gillain. Im Mai 2021 wurde gegen McLellan ein Haftbefehl wegen Entführung erlassen. Das National Center for Missing & Exploited Children führt Sebastian seit dem 16. April 2019 als vermisst und gibt an, dass er angeblich von seiner Mutter entführt wurde. Trotz des Haftbefehls wurde sie nicht ausfindig gemacht, und ihr Aufenthaltsort bleibt unbekannt. |
| 2024 | Bodo Hell                                     | Der österreichische Schriftsteller verschwand im August 2024 im steirischen Dachsteingebiet. |